# Llotja de la Seda
Llotja de la Seda (catalansk; spansk: Lonja de la Seda) er en sengotisk bygning i Valencia, der blev opført mellem 1482 og 1548 som børs for silkehandelen. I nutiden regnes den for en af Valencias fornemste turistattraktioner, og den er optaget på UNESCO's verdensarvsliste.
- Wikimedia Commons har flere filer relateret til Llotja de la Seda

39°28′28″N 0°22′42″V / 39.4744°N 0.3783°V